# Karel Werner
Karel Werner (* 12. Januar 1925 in Jemnice; † 26. November 2019) war ein tschechoslowakisch-britischer Indologe, Orientalist und Religionswissenschaftler.

## Leben
Werner besuchte Gymnasien in Brünn und Znojmo. Nach seinem Abitur 1945 studierte er Sanskrit, Philosophie, Geschichte und Sinologie an der Masaryk-Universität in Brünn und der Palacký-Universität Olmütz, wo 1949 mit einer sprachwissenschaftlichen Arbeit zum Doktor der Philosophie promoviert wurde.
Anschließend lehrte er vier Jahre an der Palacký-Universität Sanskrit und indische Geschichte, bis er wegen seiner kritischen Haltung gegenüber der kommunistischen Regierung entlassen wurde. Er war dann für fünfzehn Jahre gezwungen als Bergmann, Arbeiter in einer Gasfabrik und anderen Industrieanlagen zu arbeiten. Nachdem die Erwartungen an der Prager Frühling durch die Besetzung der Tschechoslowakei durch die Truppen des Warschauer Pakts enttäuscht wurde, gelang Karel Werner 1968 die Flucht nach England. Er wurde von Lama Anagarika Govinda mit dem Initiationsnamen Vajrbuddhi in den Orden Arya Maitreya Mandala aufgenommen. In England arbeitete er zunächst als Tutor am Churchill College der University of Cambridge.
Von 1969 bis 1990 war er Dozent für indische Philosophie an der University of Durham. Unterbrochen wurde dies von Gastprofessuren 1975 und 1976 in Indien, wo er an der Banaras Hindu University in Varanasi und an der Karnatak University in Dharwad lehrte.
Danach wirkte Karl Werner als Professor an der School of Oriental and African Studies der University of London. Auch nach seiner Emeritierung lebte er in London.

## Arbeit
Neben seiner akademischen Lehrtätigkeit veröffentlichte Karel Werner zahlreiche eigene Werke und Übersetzungen, die sich insbesondere dem Hinduismus, dem Buddhismus und dem Yoga widmen. Er schrieb auf Englisch und Tschechisch ebenso wie in deutscher Sprache. Aus Anlass von Karl Werners 60. Geburtstag gab Peter Connolly 1986 eine Festschrift heraus, die in Indien erschien.

## Schriften (Auswahl)
- Literatur und andere Medien von und über Karel Werner im Katalog der Nationalbibliothek der Tschechischen Republik
- Hathajoga. Základy tělesných cvičení jogických, 1969, Nové vyd. CAD Press 2009
- Yoga and Indian Philosophy, 2. Auflage. 1980
- The Heritage of the Vedas, Farrington, 1982
- Yoga, its Beginnings and Development, Farrington, 1987
- A Popular Dictionary of Hinduism, 1994
- Náboženství jižní a východní Asie, 1995
- Malá encyklopedie hinduismu, 1996
- Náboženské tradice Asie: od Indie po Japonsko, 2002
- Náboženské tradice Asie 2 Bände. Bratislava: CAD Press, 2008, 2009, ISBN 978-80-88969-29-7, ISBN 978-80-88969-30-3.